# Foudia eminentissima
La fodia de cabeza roja (Foudia eminentissima) es una especie de ave de la familia Ploceidae. Se le encuentra en Comoros, Mayotte y Seychelles.
Mide unos 13 cm de largo y pesa 25 g. El macho tiene el frente, píleo, nuca, mentón, garganta, pecho, mejilla y cuberteras auriculares de color rojo escarlata; lorum negro, con una franja ocular que se prolonga hacia atrás.